# Justizbehörde
Als Justizbehörde bezeichnet man die für die Justiz zuständige Behörde eines Staates oder Landes (beispielsweise ein Justizministerium), mit dem Plural Justizbehörden wird häufig auch die Gesamtheit der nachrangigen Dienststellen bezeichnet.